# Julius Lothar Meyer
Julius Lothar Meyer (Varel, Ducado de Oldemburgo, 19 de agosto de 1830 - Tubinga, Reino de Wurtemberg, 11 de abril de 1895) fue un químico y médico alemán  codescubridor, de forma independiente a Dmitri Mendeléyev, de la ley periódica de los elementos químicos, representándola primero en forma gráfica y posteriormente, tras la publicación de Mendeléyev, también en forma de tabla. 

## Biografía
Fue hijo del médico Friedrich August Meyer y de Anna Biermann. Cursó sus estudios en las universidades de Zúrich, Wurzburgo, Heidelberg. Influenciado por la enseñanza matemática de Gustav Kirchhoff, comenzó a estudiar física matemática en la Universidad de Königsberg (hoy, Kaliningrado) con Franz Ernst Neumann, obteniendo la calificación o certificación para la docencia universitaria en 1859, ejerciendo la docencia de física y química en la Universidad de Breslavia.  En 1866, Meyer aceptó un puesto en la Academia Forestal de Eberswalde en Neustadt-Eberswalde, pero dos años más tarde fue nombrado profesor en el Instituto Politécnico de Karlsruhe. Durante la Guerra Franco-Prusiana, el Instituto politécnico se utilizó como hospital y Meyer desempeñó un papel activo en la atención de los heridos. En 1876, Meyer se convirtió en profesor de química en la Universidad de Tubinga donde ejerció hasta su fallecimiento por un derrame cerebral el 11 de abril de 1895 a la edad de 64 años.
Sus primeros trabajos en el campo de la química tenían relación con la fisiología química y con el estudio de las combinaciones del oxígeno y del dióxido de carbono con la sangre. Sus estudios se orientaron luego a la química inorgánica y a la química física, dando como fruto un sistema de clasificación periódica de los elementos.En un artículo publicado en 1870, presentó su descubrimiento de la ley periódica, la cual afirma que las propiedades de los elementos son funciones periódicas de su masa atómica.

## Ley periódica
Lothar Meyer es sobre todo conocido por el descubrimiento de la ley periódica de los elementos químicos de forma simultánea e independiente de Dmitri Mendeléyev. Observó que si los elementos se ordenaban según sus pesos atómicos, se clasificaban en grupos con propiedades químicas y físicas similares que se repetían a intervalos periódicos. Según él, si los pesos atómicos se representaban en ordenadas y los volúmenes atómicos en abscisas, la curva obtenía una serie de máximos y mínimos, y los elementos más electropositivos aparecían en los picos de la curva según sus pesos atómicos.

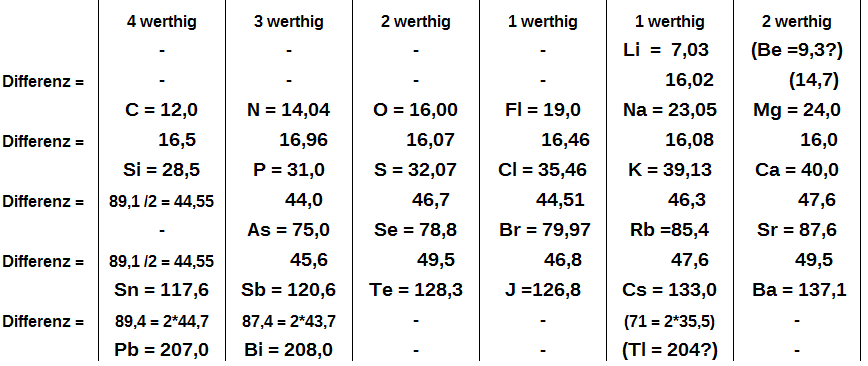
Tabla periódica de Lothar Meyer publicado en "Die modernen Theorien der Chemie ..." (1864)

Su libro, Die modernen Theorien der Chemie, que comenzó a escribir en Breslavia en 1862 y publicó dos años después, contenía una versión temprana de la tabla periódica. En esta obra compila las propiedades de  28 elementos, y los ordena siguiendo la propuesta de pesos atómicos de Stanislao Cannizzaro, agrupándolos por primera vez en seis familias según su valencia, dejando algunos huecos. Hizo notar que el peso atómico de los dos elementos más ligeros de cada grupo difieren en valores próximos a 16 unidades, el de otros dos elementos en 44 y el de los dos elementos más pesados en 88.
En aquella época, los trabajos sobre la organización de los elementos por peso atómico se habían visto obstaculizados, hasta entonces, por el uso generalizado de pesos equivalentes para los elementos, en lugar de pesos atómicos.Dicho libro supuso el germen  de su hipótesis de partida sobre la periodicidad de las propiedades de los elementos, que continuó madurando y ampliando hasta que en 1868 elaboró una tabla que publicó en 1870,poco después de haber aparecido la versión, muy parecida, de Mendeléiev.
Defensor del empleo de los pesos atómicos contra el de los equivalentes, después de haber mostrado con toda su importancia las opiniones de Charles Frédéric Gerhardt sobre los compuestos orgánicos, Meyer expone su idea acerca de las relaciones numéricas entre estos pesos atómicos, y pone de relieve los contactos entre estas relaciones en algunas series de elementos que tienen analogía de comportamiento químico, y las existentes entre los pesos moleculares de algunas series orgánicas. La última parte de la obra puede considerarse como un precedente de la clasificación periódica que, independientemente de Mendeléyev, aunque de modo más imperfecto, fue enunciada por el propio Meyer en 1869.